# Adam's Song
«Adam's Song» es un sencillo de Blink-182, el tercero y último extraído de su álbum Enema of the State. La canción logró importantes éxitos en las listas, consiguiendo el segundo lugar en la lista Alternative Songs, y también entre los fanes, ya que es la primera canción con un fondo lírico claro, una nota de suicidio que un chico dejó antes de acabar con su vida. La banda continuó en esta línea para su siguiente álbum con otra canción de tintes maduros, «Stay Together for the Kids», que apareció en Take Off Your Pants and Jacket de 2001.

## Composición
La canción está compuesta en la tonalidad de Do mayor, con un tiempo común de 4/4, y su tempo es de 136 BPM.

## Significado
El origen de la canción está en una nota que dejó un chico antes de suicidarse. Mark Hoppus quedó impactado tras leerla y escuchar lo sucedido y compuso esta canción. La enfocaron en la soledad que se siente al estar de gira. El título de la canción viene de un sketch de «Mr. Show with Bob and David», en el cual un fan de la banda Titannica (que se llamaba Adam) trata de suicidarse después de escuchar sus canciones. La banda lo invita a ir de gira con ellos, pero se dan cuenta de que ahora su cuerpo está deforme. Crean la canción de «Adam's Song» para animarlo a sobreponerse.
La nota trágica, aparte del origen del sencillo, sucedió cuando un chico de diecisiete años, estudiante del Columbine High School (donde sucedió la Masacre de la Escuela Secundaria de Columbine de abril de 1999) se suicidó ahorcándose en el garaje de la casa de sus padres. El joven estaba obsesionado con la canción y la letra, con la que se identificaba hasta el punto de repetir la canción constantemente.

## Legado
En 2009, la banda decidió no volver a tocar la canción después de la muerte de Adam Goldstein, más conocido como «DJ AM», un amigo cercano de Travis Barker y de la banda. Hoppus notó que no podía decidirse a interpretar la melodía, creyendo que era «demasiado difícil». Sin embargo, nueve años más tarde volvieron a tocar la canción en Las Vegas en 2018. Cuando les preguntaron sobre el regreso de la canción, Hoppus declaró que le encontró un nuevo significado: «Ahora la pienso más, como casi una celebración de las dificultades que atravesaron y los amigos perdidos».
Para una transmisión del programa All Things Considered de la emisora de radio NPR, el reportero Andrew Limbong eligió «Adam's Song» como parte de su serie de «American Anthems: música que desafía, une y celebra». Al describir su selección, escribió:

No necesitas sutileza para escribir un himno; incluso los que son subversivamente irónicos son bastante obvios al respecto. La mayoría de las canciones cubiertas en esta serie de NPR son enormes: canciones de guerra, canciones de protesta, canciones que adornan los escenarios del Super Bowl y los mítines nacionales. Pero también hay espacio para el himno en pequeños momentos, cuando estás solo en tu habitación y una canción es lo único que está ahí para ti. [«Adam's Song»] es una celebración que significa mucho para la gente: no un himno en el sentido habitual de la palabra, más bien un recordatorio.

## Video musical
El videoclip fue dirigido por Liz Friedlander e hizo su debut en el programa de MTV Total Request Live el 7 de marzo de 2000. El video muestra a la banda tocando en una habitación alfombrada con fotos antiguas. Durante la canción, comienza un flashback de cada foto, que muestra vislumbres de la vida diaria de la banda, mientras que alrededor de alguien deja entrever problemas que escaparían de un ojo desatento. En realidad, el video generaliza el tema, sin enfocarse en la vida de un adolescente, pero en general, en todos los problemas que todos tienen, pero que tienen dificultades o no quieren mostrar. Desde el punto de vista de Friedlander, el video era enfocarse en las personas comunes, pasando por momentos difíciles en sus vidas.

## Lista de canciones
| Sencillo CD (Europa) |                                |          |  |
| N.º                  | Título                         | Duración |  |
| 1.                   | «Adam's Song» (Radio Edit)     | 3:33     |  |
| 2.                   | «Going Away To College» (Live) | 3:46     |  |
| 3.                   | «Adam's Song» (Live)           | 4:53     |  |
| 4.                   | «Adam's Song» (Enhanced Video) |          |  |

| Sencillo CD (Australia) |                                |          |  |
| N.º                     | Título                         | Duración |  |
| 1.                      | «Adam's Song» (Radio Edit)     | 3:36     |  |
| 2.                      | «Going Away To College» (Live) | 3:46     |  |
| 3.                      | «Adam's Song» (Live)           | 4:53     |  |
| 4.                      | «Wendy Clear» (Live)           | 2:47     |  |

| Sencillo CD (Estados Unidos) |                                |          |  |
| N.º                          | Título                         | Duración |  |
| 1.                           | «Adam's Song» (Radio Edit)     | 3:35     |  |
| 2.                           | «Going Away To College» (Live) | 3:46     |  |
| 3.                           | «Adam's Song» (Live)           | 4:53     |  |
| 4.                           | «Adam's Song» (Video)          |          |  |

## Posicionamiento en listas
| Lista (2000)                                              | Mejor posición |
| --------------------------------------------------------- | -------------- |
| Australia (ARIA)                                          | 72             |
| Canadá (RPM)                                              | 20             |
| Alemania (Official German Charts)                         | 98             |
| Italia (FIMI)                                             | 21             |
| Nueva Zelanda (Recorded Music NZ)                         | 39             |
| Estados Unidos Bubbling Under Hot 100 Singles (Billboard) | 1              |
| Estados Unidos Commercial Alternative Cuts (CMJ)          | 1              |
| Estados Unidos Hot 100 Airplay (Billboard)                | 79             |
| Estados Unidos Modern Rock Tracks (Billboard)             | 2              |

| Lista (2000)                                  | Posición |
| --------------------------------------------- | -------- |
| Estados Unidos Modern Rock Tracks (Billboard) | 7        |